# Awa (Nganha)
Pour les articles homonymes, voir Awa.
Awa (ou Aoua)  est un village de la commune de Nganha situé dans la région de l'Adamaoua et le département de la Vina au Cameroun.

## Population
En 1967, Awa comptait 361 habitants, principalement des Peuls. À cette date, le village disposait d'une école publique à cycle incomplet.
Lors du recensement de 2005, 381 personnes y ont été dénombrées.

Habitat.
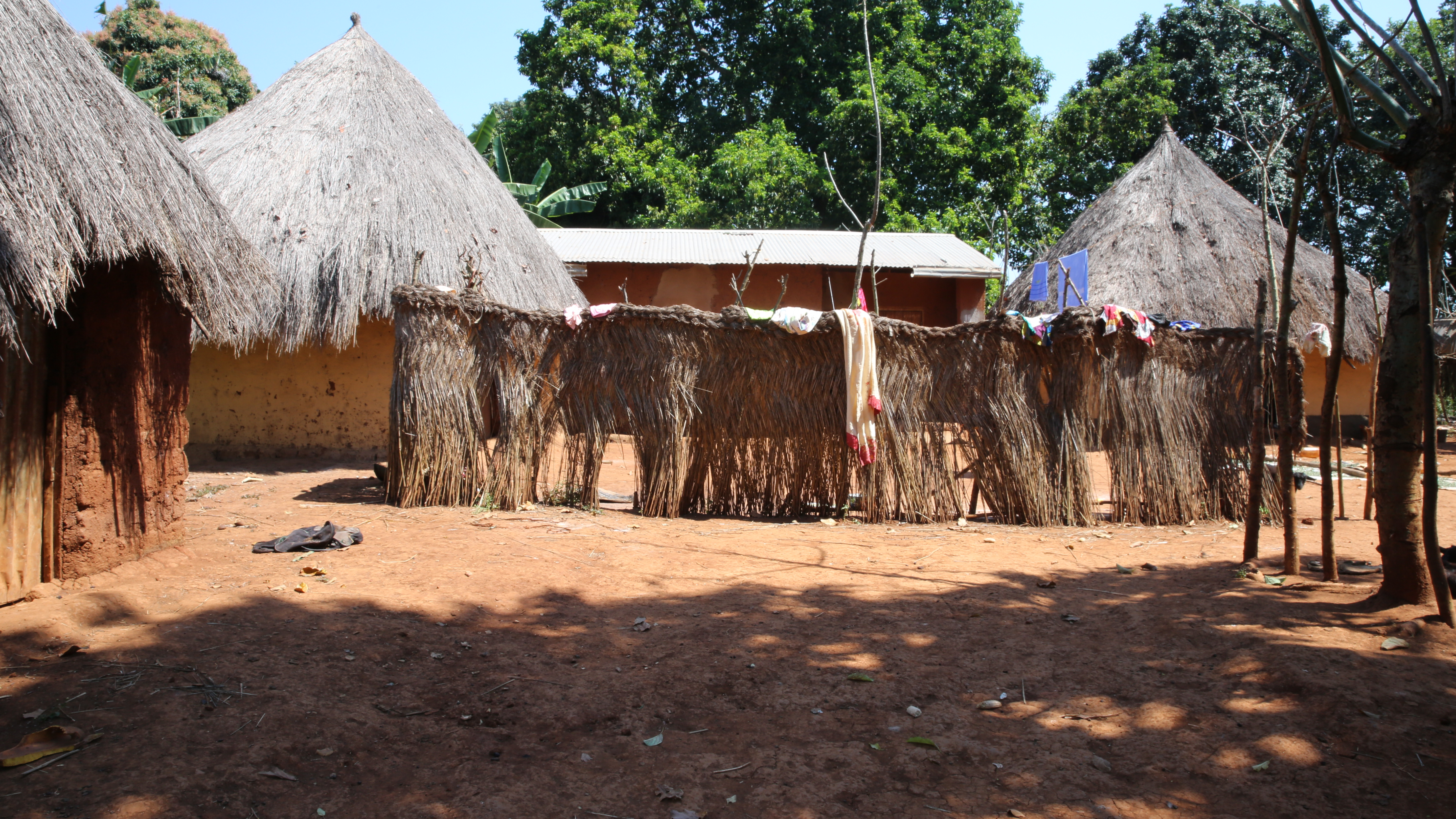
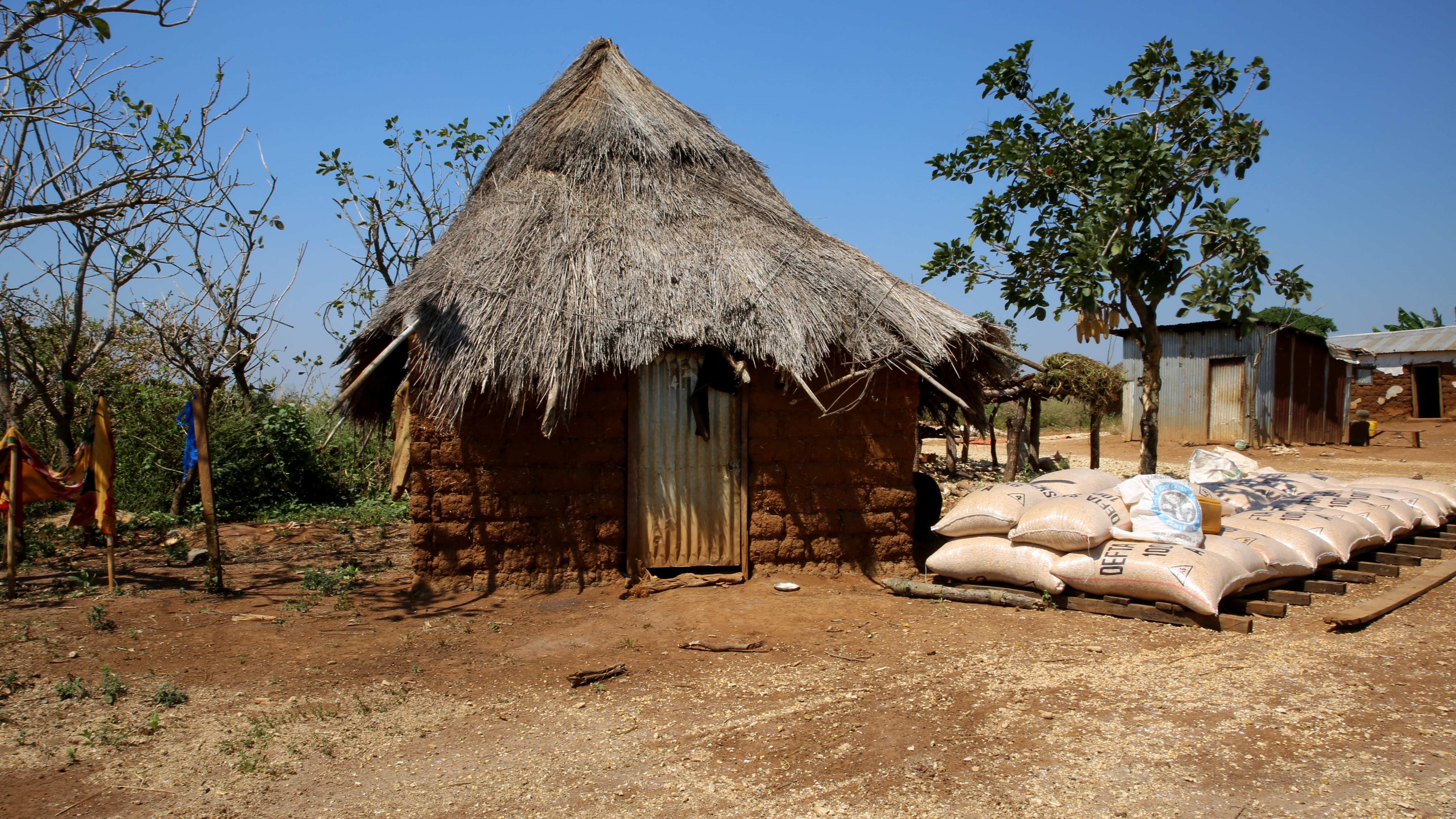
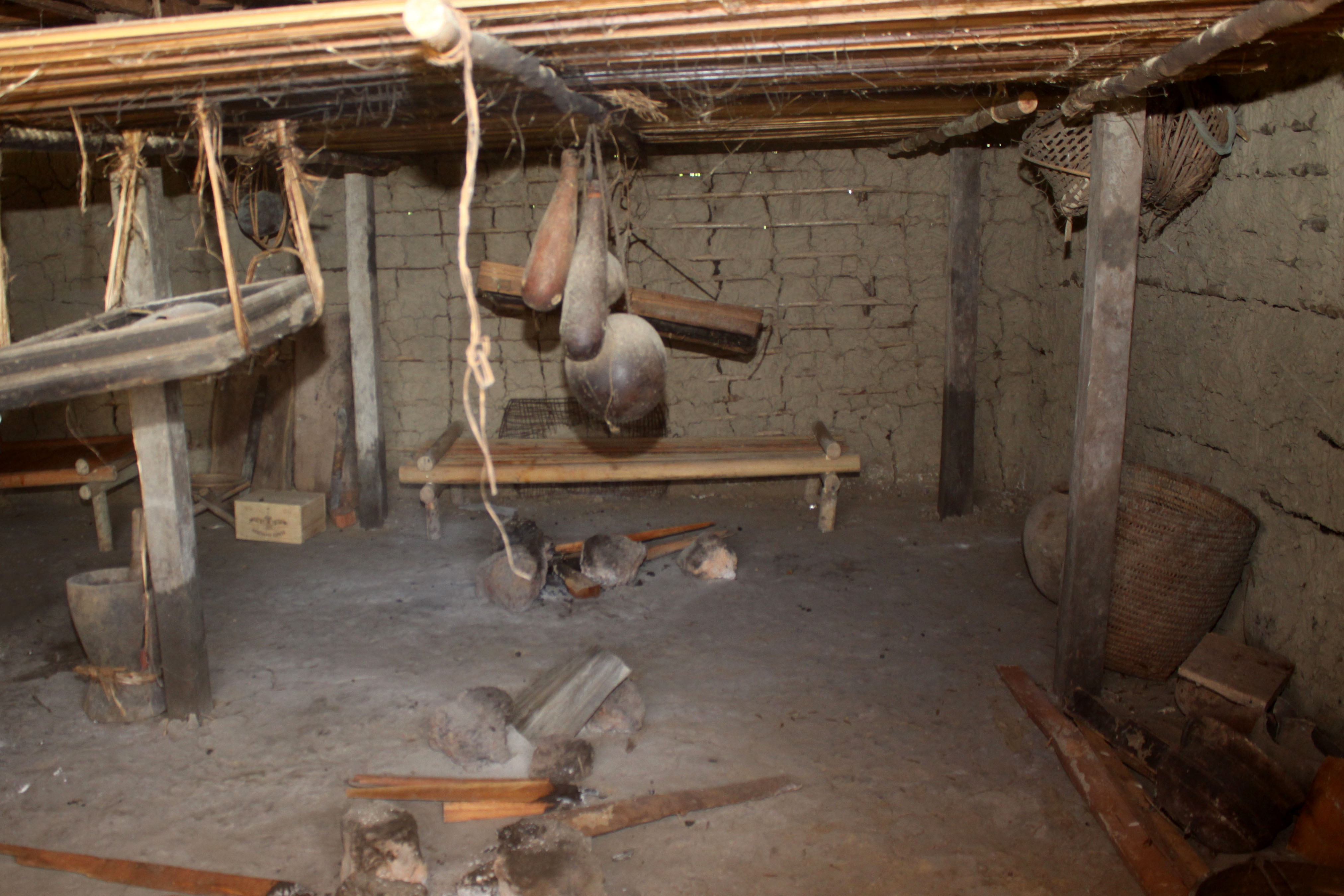
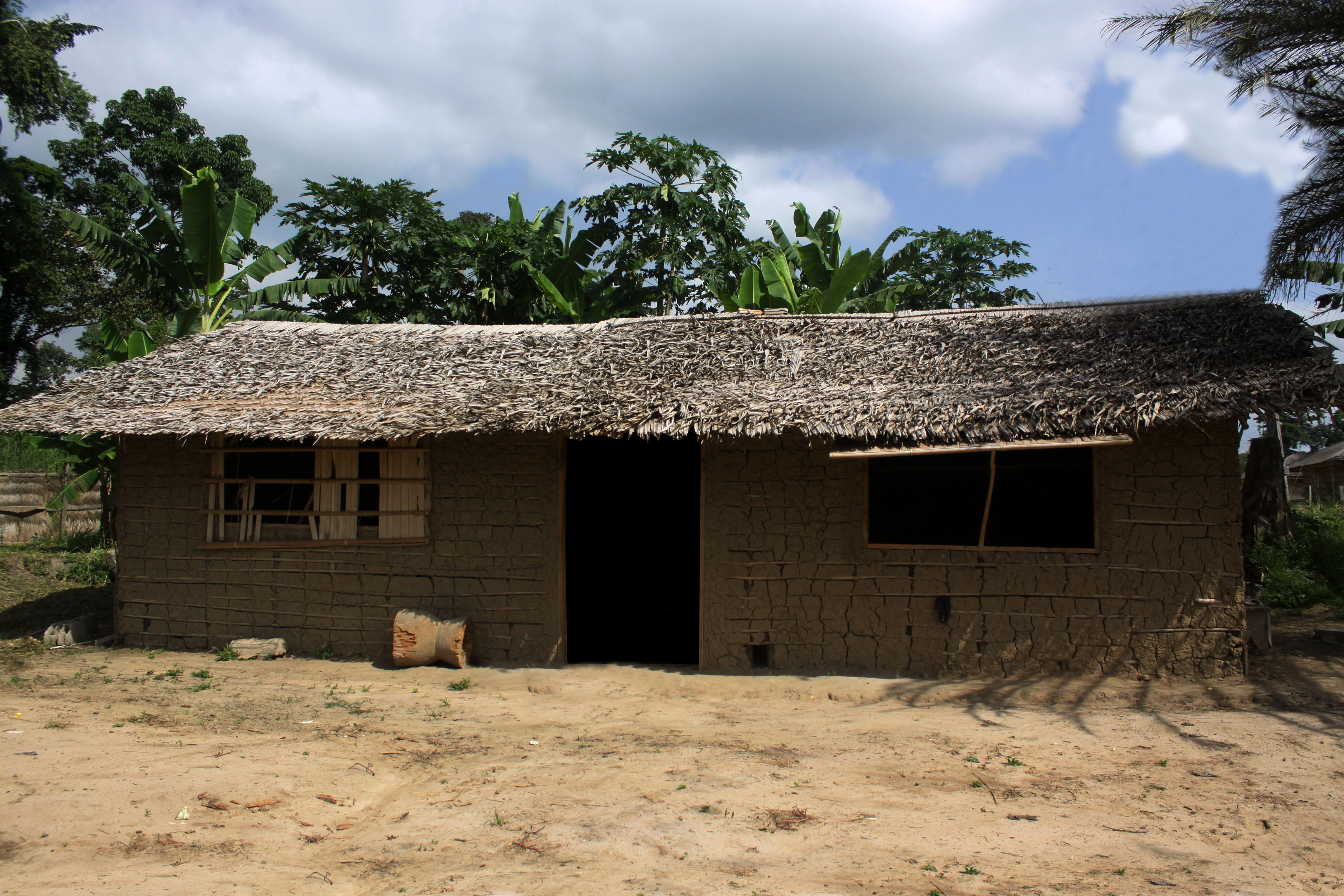
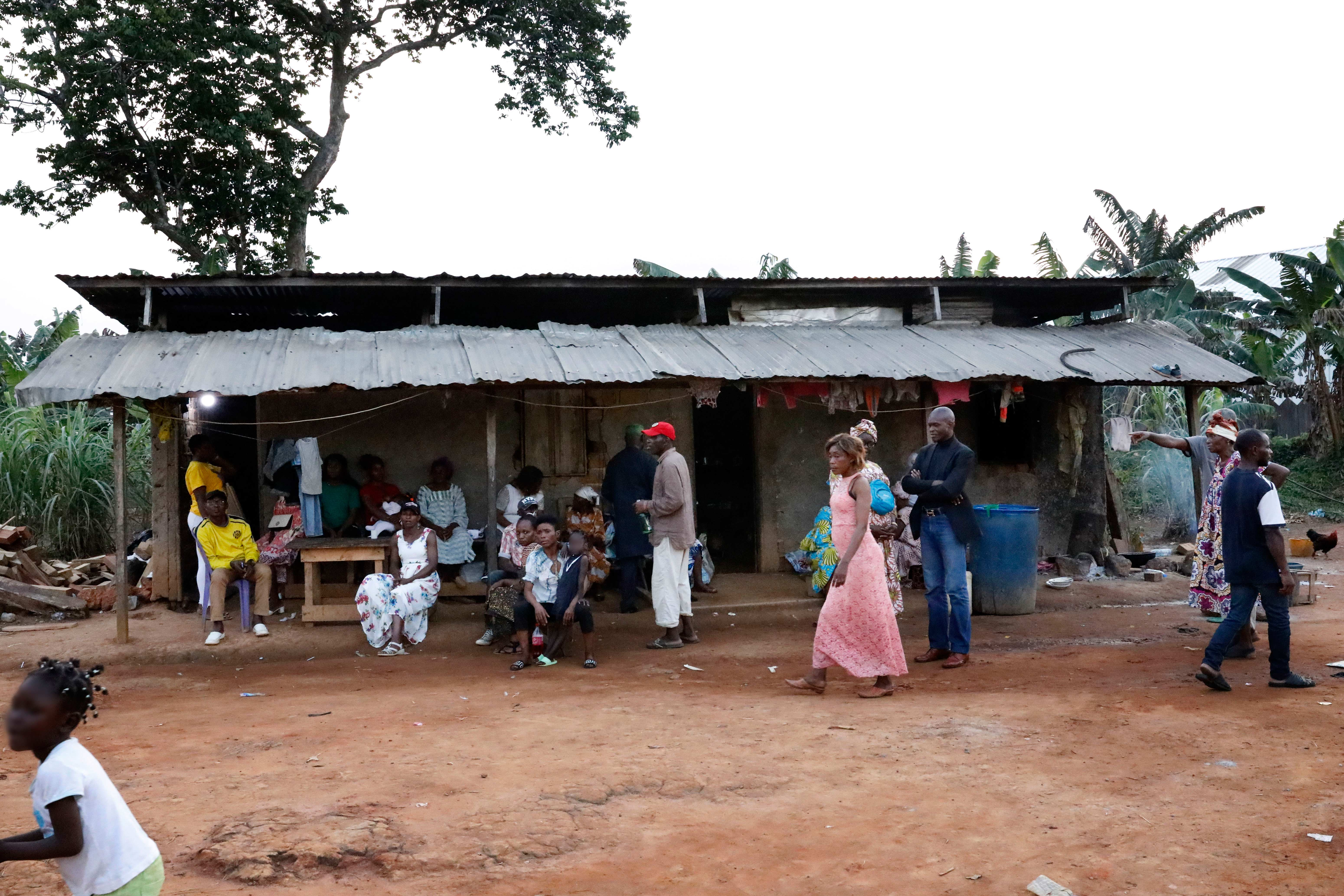

## Personnalités nées à Awa
- Nana Ardo, humoriste
- Nana Ousmanou Awa ( Patriarche Peul du lamidat de Ngaoundere, Commerçant)